# Чжан Цзюньцай
Чжань Цзюньцай (кит. упр. 张俊才, род. в 1966 г., провинция Шаньси, КНР) — один из самых высоких людей в мире. Его рост составляет 242 см.

## Биография
Чжан родился в провинции Шаньси, КНР в крестьянской семье. Его родители, а также братья и сёстры среднего роста. Рост Чжана начал увеличиваться с 16 лет, к 22 годам достигнув 212 см. В 1999 году начал жаловаться на головные боли и был помещен в стационар. Перенёс операцию по удалению опухоли гипофиза. После этого его рост стабилизировался на отметке 242 см. Основной проблемой для Чжана стал поиск подходящей одежды и обуви, а так как его рост привлекал внимание зевак, долгое время находился дома, в родном селе. Страдает от ослабления нижних конечностей, а также от болезни сердца. В Гуанчжоу проводились повторные операции на мозге и облучения. 
23 ноября 2004 года стал самым высоким человеком в Китае, на тот момент его рост составлял 242 см, что на 6 сантиметров больше, чем у Бао Сишуня, однако на 10 сантиметров меньше, чему у турецкого великана Султана Кёсена. Чжан выше среднего китайца на 72 сантиметра. 16 апреля 2009 года он отправился в больницу, чтобы навестить своего друга - женщину Яо Дэфэн, с ростом 236 см, которая получила травму головы.